# Flat Rock (hrabstwo Surry)
Flat Rock – jednostka osadnicza w Stanach Zjednoczonych, w stanie Karolina Północna, w hrabstwie Surry.